# تسوتینو
تسوتینو (به لاتین: Tsvetino) یک منطقهٔ مسکونی در بلغارستان است که در ولینگرد مونیکیپلیتی واقع شده‌است. تسوتینو ۶٫۸۲ کیلومتر مربع مساحت و ۱۳۱ نفر جمعیت دارد و ۱٬۰۳۱ متر بالاتر از سطح دریا واقع شده‌است.